# Suncus ater
Suncus ater е вид бозайник от семейство Земеровкови (Soricidae).

## Разпространение
Видът е разпространен в Малайзия.